# Collegio di Warrington South
Warrington South è un collegio elettorale situato nel Cheshire, nel Nord Ovest dell'Inghilterra, e rappresentato alla Camera dei comuni del Parlamento del Regno Unito. Elegge un membro del parlamento con il sistema first-past-the-post, ossia maggioritario a turno unico; l'attuale parlamentare è Sarah Hall del Partito Laburista e Co-Operativo, che rappresenta il collegio dal 2024.

## Estensione

Warrington South dal 2010 al 2024

- 1983-1997: i ward del Borough di Warrington di Appleton and Stretton, Booths Hill, Grappenhall and Thelwall, Great Sankey North, Great Sankey South, Heatley, Latchford, Lymm, Penketh and Cuerdley, Statham, Stockton Heath e Walton and Westy, e i ward del Borough di Halton di Daresbury e Norton.
- 1997-2010: i ward del Borough di Warrington di Appleton, Stretton and Hatton, Grappenhall and Thelwall, Great Sankey North, Great Sankey South, Howley and Whitecross, Latchford, Lymm, Penketh and Cuerdley, Stockton Heath e Walton and Westy.
- 2010-2024: i ward del Borough di Warrington di Appleton, Bewsey and Whitecross, Grappenhall and Thelwall, Great Sankey North, Great Sankey South, Hatton, Stretton and Walton, Latchford East, Latchford West, Lymm, Penketh and Cuerdley, Stockton Heath e Whittle Hall.
- dal 2024: i ward del Borough di Warrington di Appleton, Bewsey & Whitecross, Chapelford and Old Hall, Grappenhall, Great Sankey North and Whittle Hall, Great Sankey South, Latchford East, Latchford West, Lymm North and Thelwall (distretti elettorali SNC, SND, SNE e SNF), Penketh and Cuerdley e Stockton Heath.

## Membri del parlamento
| Elezione | Elezione         | Deputato      | Partito         |
| -------- | ---------------- | ------------- | --------------- |
|          | 1983             | Mark Carlisle | Conservatore    |
| 1987     | Chris Butler     |               | Conservatore    |
|          | 1992             | Mike Hall     | Laburista       |
| 1997     | Helen Southworth |               | Laburista       |
|          | 2010             | David Mowat   | Conservatore    |
|          | 2017             | Faisal Rashid | Laburista       |
|          | 2019             | Andy Carter   | Conservatore    |
|          | 2024             | Sarah Hall    | Laburista Co-Op |

## Elezioni

### Elezioni negli anni 2020
| Partito                    | Partito                                                 | Candidato                  | Risultati 4 luglio 2024 | Risultati 4 luglio 2024 |
| Partito                    | Partito                                                 | Candidato                  | Voti                    | %                       |
| -------------------------- | ------------------------------------------------------- | -------------------------- | ----------------------- | ----------------------- |
|                            | Laburista Co-Op                                         | Sarah Hall                 | 23 201                  | 46,71                   |
|                            | Conservatore                                            | Andy Carter                | 11 861                  | 23,88                   |
|                            | Reform UK                                               | Janet Barbara Balfe        | 7 913                   | 15,93                   |
|                            | Lib Dem                                                 | Graham Gowland             | 3 829                   | 7,71                    |
|                            | Verde                                                   | Stephanie Davies           | 2 313                   | 4,66                    |
|                            | Indipendente                                            | Peter Willett              | 445                     | 0,90                    |
|                            | Social Democratico                                      | Graeme Kelly               | 110                     | 0,22                    |
|                            |                                                         |                            |                         |                         |
| Iscritti                   | Iscritti                                                | Iscritti                   | 78 399                  | 100,00                  |
| ↳ Votanti (% su iscritti)  | ↳ Votanti (% su iscritti)                               | ↳ Votanti (% su iscritti)  | 49 672                  | 63,36                   |
| ↳ Astenuti (% su iscritti) | ↳ Astenuti (% su iscritti)                              | ↳ Astenuti (% su iscritti) | 28 727                  | 36,64                   |
|                            |                                                         |                            |                         |                         |
|                            | Esito: collegio passa da Conservatore a Laburista Co-Op |                            |                         |                         |

### Elezioni negli anni 2010
| Partito                    | Partito                                           | Candidato                  | Risultati 12 dicembre 2019 | Risultati 12 dicembre 2019 |
| Partito                    | Partito                                           | Candidato                  | Voti                       | %                          |
| -------------------------- | ------------------------------------------------- | -------------------------- | -------------------------- | -------------------------- |
|                            | Conservatore                                      | Andy Carter                | 28 187                     | 45,54                      |
|                            | Laburista                                         | Faisal Rashid              | 26 177                     | 42,29                      |
|                            | Lib Dem                                           | Ryan Bate                  | 5 732                      | 9,26                       |
|                            | Brexit                                            | Clare Aspinall             | 1 635                      | 2,64                       |
|                            | Social Democratico                                | Kevin Hickson              | 168                        | 0,27                       |
|                            |                                                   |                            |                            |                            |
| Iscritti                   | Iscritti                                          | Iscritti                   | 86 015                     | 100,00                     |
| ↳ Votanti (% su iscritti)  | ↳ Votanti (% su iscritti)                         | ↳ Votanti (% su iscritti)  | 61 899                     | 71,96                      |
| ↳ Astenuti (% su iscritti) | ↳ Astenuti (% su iscritti)                        | ↳ Astenuti (% su iscritti) | 24 116                     | 28,04                      |
|                            |                                                   |                            |                            |                            |
|                            | Esito: collegio passa da Laburista a Conservatore |                            |                            |                            |

| Partito                    | Partito                                           | Candidato                  | Risultati 8 giugno 2017 | Risultati 8 giugno 2017 |
| Partito                    | Partito                                           | Candidato                  | Voti                    | %                       |
| -------------------------- | ------------------------------------------------- | -------------------------- | ----------------------- | ----------------------- |
|                            | Laburista                                         | Faisal Rashid              | 29 994                  | 48,38                   |
|                            | Conservatore                                      | David Mowat                | 27 445                  | 44,27                   |
|                            | Lib Dem                                           | Bob Barr                   | 3 339                   | 5,39                    |
|                            | Indipendente                                      | John Boulton               | 1 217                   | 1,96                    |
|                            |                                                   |                            |                         |                         |
| Iscritti                   | Iscritti                                          | Iscritti                   | 85 628                  | 100,00                  |
| ↳ Votanti (% su iscritti)  | ↳ Votanti (% su iscritti)                         | ↳ Votanti (% su iscritti)  | 61 995                  | 72,40                   |
| ↳ Astenuti (% su iscritti) | ↳ Astenuti (% su iscritti)                        | ↳ Astenuti (% su iscritti) | 23 633                  | 27,60                   |
|                            |                                                   |                            |                         |                         |
|                            | Esito: collegio passa da Conservatore a Laburista |                            |                         |                         |

| Partito                    | Partito                                   | Candidato                  | Risultati 7 maggio 2015 | Risultati 7 maggio 2015 |
| Partito                    | Partito                                   | Candidato                  | Voti                    | %                       |
| -------------------------- | ----------------------------------------- | -------------------------- | ----------------------- | ----------------------- |
|                            | Conservatore                              | David Mowat                | 25 928                  | 43,68                   |
|                            | Laburista                                 | Nick Bent                  | 23 178                  | 39,05                   |
|                            | UKIP                                      | Mal Lingley                | 4 909                   | 8,27                    |
|                            | Lib Dem                                   | Bob Barr                   | 3 335                   | 5,62                    |
|                            | Verdi                                     | Stephanie Davies           | 1 765                   | 2,97                    |
|                            | TUSC                                      | Kevin Bennett              | 238                     | 0,40                    |
|                            |                                           |                            |                         |                         |
| Iscritti                   | Iscritti                                  | Iscritti                   | 85 523                  | 100,00                  |
| ↳ Votanti (% su iscritti)  | ↳ Votanti (% su iscritti)                 | ↳ Votanti (% su iscritti)  | 59 353                  | 69,40                   |
| ↳ Astenuti (% su iscritti) | ↳ Astenuti (% su iscritti)                | ↳ Astenuti (% su iscritti) | 26 170                  | 30,60                   |
|                            |                                           |                            |                         |                         |
|                            | Esito: collegio confermato a Conservatore |                            |                         |                         |

| Partito                    | Partito                                           | Candidato                  | Risultati 6 maggio 2010 | Risultati 6 maggio 2010 |
| Partito                    | Partito                                           | Candidato                  | Voti                    | %                       |
| -------------------------- | ------------------------------------------------- | -------------------------- | ----------------------- | ----------------------- |
|                            | Conservatore                                      | David Mowat                | 19 641                  | 35,79                   |
|                            | Laburista                                         | Nick Bent                  | 18 088                  | 32,96                   |
|                            | Lib Dem                                           | Jo Crotty                  | 15 094                  | 27,51                   |
|                            | UKIP                                              | Derek Ashington            | 1 624                   | 2,96                    |
|                            | Verdi                                             | Stephanie Davies           | 427                     | 0,78                    |
|                            |                                                   |                            |                         |                         |
| Iscritti                   | Iscritti                                          | Iscritti                   | 80 460                  | 100,00                  |
| ↳ Votanti (% su iscritti)  | ↳ Votanti (% su iscritti)                         | ↳ Votanti (% su iscritti)  | 54 874                  | 68,20                   |
| ↳ Astenuti (% su iscritti) | ↳ Astenuti (% su iscritti)                        | ↳ Astenuti (% su iscritti) | 25 586                  | 31,80                   |
|                            |                                                   |                            |                         |                         |
|                            | Esito: collegio passa da Laburista a Conservatore |                            |                         |                         |

### Elezioni negli anni 2000
| Partito                    | Partito                                | Candidato                  | Risultati 5 maggio 2005 | Risultati 5 maggio 2005 |
| Partito                    | Partito                                | Candidato                  | Voti                    | %                       |
| -------------------------- | -------------------------------------- | -------------------------- | ----------------------- | ----------------------- |
|                            | Laburista                              | Helen Southworth           | 18 972                  | 40,54                   |
|                            | Conservatore                           | Fiona Bruce                | 15 457                  | 33,03                   |
|                            | Lib Dem                                | Ian Marks                  | 11 111                  | 23,74                   |
|                            | UKIP                                   | Gerry Kelley               | 804                     | 1,72                    |
|                            | Indipendente                           | Paul Kennedy               | 453                     | 0,97                    |
|                            |                                        |                            |                         |                         |
| Iscritti                   | Iscritti                               | Iscritti                   | 75 723                  | 100,00                  |
| ↳ Votanti (% su iscritti)  | ↳ Votanti (% su iscritti)              | ↳ Votanti (% su iscritti)  | 46 797                  | 61,80                   |
| ↳ Astenuti (% su iscritti) | ↳ Astenuti (% su iscritti)             | ↳ Astenuti (% su iscritti) | 28 926                  | 38,20                   |
|                            |                                        |                            |                         |                         |
|                            | Esito: collegio confermato a Laburista |                            |                         |                         |

| Partito                    | Partito                                | Candidato                  | Risultati 7 giugno 2001 | Risultati 7 giugno 2001 |
| Partito                    | Partito                                | Candidato                  | Voti                    | %                       |
| -------------------------- | -------------------------------------- | -------------------------- | ----------------------- | ----------------------- |
|                            | Laburista                              | Helen Southworth           | 22 419                  | 49,28                   |
|                            | Conservatore                           | Caroline Mosley            | 15 022                  | 33,02                   |
|                            | Lib Dem                                | Roger J. Barlow            | 7 419                   | 16,31                   |
|                            | UKIP                                   | Joan Kelley                | 637                     | 1,40                    |
|                            |                                        |                            |                         |                         |
| Iscritti                   | Iscritti                               | Iscritti                   | 74 341                  | 100,00                  |
| ↳ Votanti (% su iscritti)  | ↳ Votanti (% su iscritti)              | ↳ Votanti (% su iscritti)  | 45 497                  | 61,20                   |
| ↳ Astenuti (% su iscritti) | ↳ Astenuti (% su iscritti)             | ↳ Astenuti (% su iscritti) | 28 844                  | 38,80                   |
|                            |                                        |                            |                         |                         |
|                            | Esito: collegio confermato a Laburista |                            |                         |                         |

## Risultati dei referendum

### Referendum sulla permanenza del Regno Unito nell'Unione europea del 2016
|             | Collegio         | Lasciare UE % | Rimanere in UE % |
| ----------- | ---------------- | ------------- | ---------------- |
|             | Warrington South | 50,6%         | 49,4%            |
| Inghilterra | 53,3%            | 46,7%         |                  |
| Regno Unito | 51,9%            | 48,1%         |                  |